# دارما للإنتاج
شركة دارما للإنتاج المحدودة (بالإنجليزية: Dharma Production) هي شركة إنتاج وتوزيع أفلام هندية أسسها ياش جوهر في عام 1979.  تم توليها في عام 2004، بعد وفاته، من قبل ابنه، كاران جوهر. يقع مقرها الرئيسي في مومباي، وهي تنتج وتوزع الأفلام الهندية بشكل أساسي.  
في يوليو 2016، تم إطلاق قطاع جديد للشركة يسمى Dharma 2.0، والذي يركز على إنتاج الإعلانات التجارية .  تم إنشاء شركة تابعة أخرى للاستوديو في نوفمبر 2018، تسمى Dharmatic Entertainment، والتي تنتج محتوى الأفلام والتلفزيون لمنصات التوزيع عبر الإنترنت. 

## تاريخ

### 1980–1998
كان أول إنتاج للشركة هو فيلم Dostana (1980) للمخرج راج خوسلا وبطولة أميتاب باتشان وشاتروجان سينها وزينات أمان. وكان الفيلم هو الفيلم الأعلى ربحًا في بوليوود في ذلك العام.
ثم واصلت الشركة إنتاج فيلم دنيا ‏ (1984)  ومقدر كا فيصل ‏ (1987)، ولم يحقق أي منهما أداءً جيدًا في شباك التذاكر.  تبع ذلك فيلم Agneepath ‏ (1990)، والذي لم يحقق نجاحًا تجاريًا في ذلك الوقت، لكنه أصبح فيما بعد فيلمًا عبادة. كما فاز الفيلم بجائزة الفيلم الوطني للممثل الرئيسي أميتاب باتشان.  حقق الفيلمان التاليان للشركة Gumrah (1993) و Duplicate (1998)، واللذان أخرجهما ماهيش بهات ، نجاحًا معتدلًا في شباك التذاكر.  

### 1998–2009

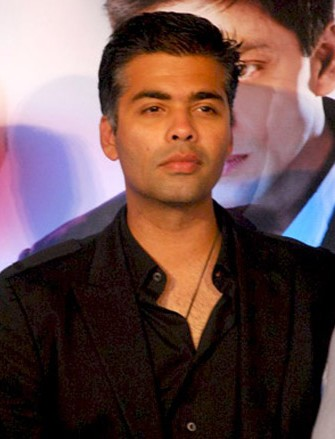
أخرج كاران جوهر سبعة أفلام طويلة وأنتج جميع أفلام الشركة منذ وفاة والده في عام 2004.

في عام 1998، وهو نفس العام الذي صدر فيه فيلم Duplicate ، أصدرت شركة Dharma Productions أيضًا الكوميديا الرومانسية الدرامية Kuch Kuch Hota Hai، والذي كان أول ظهور إخراجي لكاران جوهر ، نجل ياش جوهر ، مالك شركة الإنتاج. أثبت الفيلم، بطولة شاه روخ خان وكاجول وراني موخرجي وسلمان خان، نجاحًا هائلاً وفتح فصلًا جديدًا تمامًا في تاريخ الشركة.  فاز الفيلم بالعديد من الجوائز، بما في ذلك جائزة الفيلم الوطني لأفضل فيلم شعبي يقدم ترفيهًا مفيدًا ‏ وجائزة فيلم فير لأفضل فيلم. 
كان الفيلم التالي للشركة هو الدراما العائلية لفرقة كاران جوهر Kabhi Khushi Kabhie Gham... (2001) يضم مجموعة كبيرة من الممثلين بما في ذلك أميتاب باتشان، وجايا باتشان، وشاروخ خان، وكاجول، وهريثيك روشان، و كارينا كابور.   تبع ذلك الدراما الكوميدية الرومانسية لنيخيل أدفاني كال هو نا هو (2003) بطولة جايا باتشان، شاروخان، سيف علي خان وبريتي زينتا . حاز كلا الفيلمين على إشادة واسعة النطاق من النقاد وحققا نجاحًا تجاريًا كبيرًا، حيث احتلا المرتبة الأولى محليًا ودوليًا في سنوات إصدارهما على التوالي. 
كان الإصدار التالي لدارما هو فيلم الرعب الطبيعي Kaal (2005)، والذي تلقى آراء متباينة من النقاد. 
تبع ذلك الدراما الرومانسية الموسيقية لكاران جوهر Kabhi Alvida Naa Kehna (2006) التي تضم طاقم الممثلين ‏ من أميتاب باتشان، شاروخان، أبهيشيك باتشان ، راني موخرجي، بريتي زينتا وكيرون خير .  تناول الفيلم موضوعات الخيانة الزوجية والزنا والعلاقات غير السليمة، وقد أثار الفيلم آراء متباينة من النقاد والجمهور عند عرضه، ومع ذلك، فقد حقق نجاحًا تجاريًا كبيرًا في شباك التذاكر المحلي، وأصبح الفيلم الهندي الأعلى ربحًا على الإطلاق. الوقت في الخارج في وقت إصداره. ومنذ ذلك الحين تم اعتبارها كلاسيكية ومتقدمة على عصرها، وذلك بسبب موضوعها المركزي وقصتها وشخصياتها.
كان الإصدار التالي لدارما هو الكوميديا الرومانسية الناجحة تجاريًا Dostana (2008) للمخرج تارون مانسوخاني وبطولة أبيشيك باتشان وجون أبراهام وبريانكا تشوبرا. تبع ذلك فيلم الدراما الكوميدية Wake Up Sid (2009) للمخرج أيان موخرجي وبطولة كونكونا سين شارما ورانبير كابور، وفيلم الإثارة لمكافحة الإرهاب Kurbaan (2009) للمخرج رينسيل دي سيلفا وبطولة سيف علي خان وكارينا كابور.

### 2010–حتى الآن
كان أول إصدار لشركة Dharma في عام 2018 هو فيلم الإثارة والتجسس Raazi للمخرجة Meghna Gulzar وبطولة Alia Bhatt و Vicky Kaushal، استنادًا إلى رواية Calling Sehmat للكاتب Harinder Sikka. حقق الفيلم نجاحا نقديا وتجاريًا. وفي وقت لاحق من ذلك العام جاء فيلم Dhadak (2018) الرومانسي لشاشانك خيتان، والذي أطلق مسيرة الممثلين الرئيسيين إيشان خاتر وجانفي كابور . كان هذا مقتبسًا من الفيلم الماراثى Sairat (2016). في نوفمبر 2018، تم تقديم قطاع جديد للشركة يسمى Dharmatic، والذي يركز على إنتاج المحتوى الرقمي للتوزيع عبر الإنترنت. 
في عام 2019، فيلم Kesari للمخرج أنوراغ سينغ ‏ ، وهو دراما تاريخية مبنية على معركة ساراغارهي ، بطولة أكشاي كومار وبارينيتي تشوبرا في الأدوار الرئيسية. حقق الفيلم 200 كرور روبية في شباك التذاكر عالميًا وهو حاليًا الفيلم الأعلى ربحًا لكومار. 

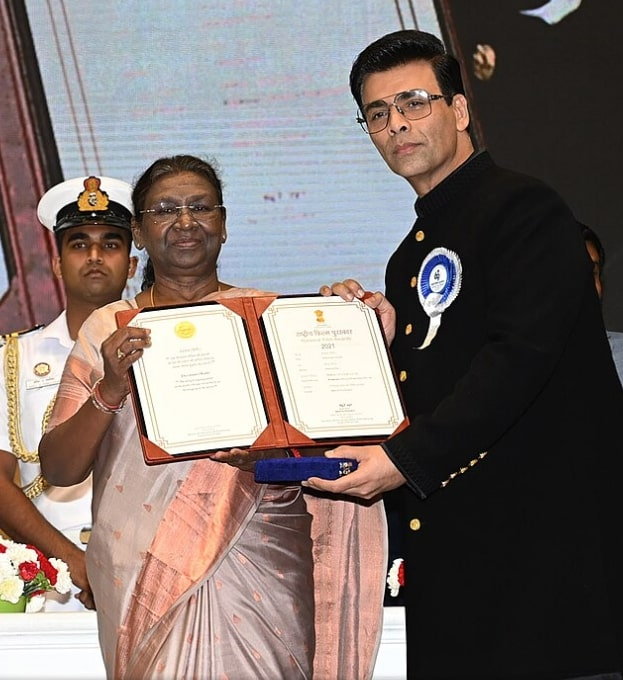
جوهر يتسلم جائزة الفيلم الوطني عن فيلم شيرشاه ، ق. 2023

أصدرت شركة دارما فيلم السيرة الذاتية Gunjan Saxena: The Kargil Girl بطولة جاهنفي كابور في الدور الرئيسي في 12 أغسطس 2020. في 12 أغسطس 2021، تم إصدار الفيلم السيرة الذاتية المستند إلى حياة الكابتن فيكرام باترا ‏ ، شيرشاه والذي فاز بالعديد من الجوائز بما في ذلك جائزة الفيلم الوطني - جائزة لجنة التحكيم الخاصة ‏ وجائزة فيلم فير لأفضل فيلم. 
في عام 2024، استحوذ أدار بوناوالا ‏، الرئيس التنفيذي لمعهد سيروم الهندي، على حصة 50% في شركة دارما للإنتاج التابعة لكاران جوهر مقابل ما يقرب من 1000 كرور روبية. 

## روابط خارجية
- الموقع الرسمي